# Vincent Piazza
Vincent Piazza (ur. 25 maja 1976 w Nowym Jorku) – amerykański aktor teatralny, filmowy i telewizyjny.

## Życiorys
Jego ojciec urodził się we Włoszech, wyemigrował do Stanów Zjednoczonych w pierwszej połowie lat 60. Rodzina jego matki ma natomiast pochodzenie niemieckie. Vincent Piazza trenował hokej na lodzie w drużynie uniwersyteckiej Villanova University, jednak na skutek kontuzji po roku porzucił sport, a także studia. Przez kilka lat przebywał na Bliskim Wschodzie i w Europie. W 2000 powrócił do Nowego Jorku, gdzie zaczął pobierać lekcje aktorstwa. Dołączył do grupy teatralnej TerraNOVA Collective, występując m.in. w różnych produkcjach off-broadwayowskich (Baby Steps, Wiele hałasu o nic i innych).
Jako aktor filmowy zagrał m.in. w Przypadku Stephanie Daley. W 2007 wystąpił w kilku odcinkach Rodziny Soprano oraz Wołania o pomoc. W latach 2010–2014 wcielał się w postać gangstera Lucky'ego Luciano w Zakazanym imperium. Jako członek głównej obsady tego serialu dwukrotnie był wyróżniany Nagrodą Gildii Aktorów Ekranowych. W 2014 Clint Eastwood obsadził go w roli Tommy'ego DeVito, gitarzysty The Four Seasons, w wyreżyserowanym przez siebie filmie Jersey Boys.

## Wybrana filmografia
- 2006: Prawo i porządek: Zbrodniczy zamiar (serial TV)
- 2006: Przypadek Stephanie Daley
- 2007: Prawo i porządek (serial TV)
- 2007: Rocket Science
- 2007: Rodzina Soprano (serial TV)
- 2007: Tie a Yellow Ribbon
- 2007: Wołanie o pomoc (serial TV)
- 2008: Assassination of a High School President
- 2010: Zakazane imperium (serial TV)
- 2014: Jersey Boys
- 2015: The Wannabe
- 2016: The Intervention[1]